# Stav Lemkin
Stav Lemkin (Hebreeuws: סתיו למקין) (Tel Aviv, 2 april 2003) is een Israëlisch-Spaans voetballer die doorgaans speelt als centrale verdediger. In juni 2025 verruilde hij Sjachtar Donetsk voor FC Twente. Lemkin maakte in 2023 zijn debuut in het Israëlisch voetbalelftal.

## Clubcarrière
Lemkin speelde vanaf 2011 in de jeugdopleiding van Maccabi Tel Aviv en stapte zeven jaar later over naar stadsgenoot Hapoel Tel Aviv. Zijn professionele debuut maakte de verdediger op 2 april 2022, toen in de Ligat Ha'Al met 2–1 gewonnen werd van Ihoud Bnei Sachnin. Hij mocht in de basis beginnen en speelde de hele wedstrijd mee. Na negen wedstrijden in zijn debuutseizoen speelde Lemkin in de jaargang erna tweeëntwintig competitieduels.
Voor een bedrag van circa 850 duizend euro werd Lemkin in juli 2023 door Sjachtar Donetsk overgenomen, waar hij vervolgens voor vijf seizoenen tekende. Voor de Oekraïense club kwam hij in zijn eerste jaar tot vijf officiële wedstrijden, waarvan één in de UEFA Champions League. Lemkin keerde in september 2024 op huurbasis terug naar Israël, waar zijn oude jeugdclub Maccabi Tel Aviv hem tijdelijk overnam. Na een jaar op huurbasis terug in Israël te hebben gespeeld, verkaste Lemkin voor circa anderhalf miljoen euro naar FC Twente. Bij die club tekende hij een contract voor drie seizoenen met een optie op een jaar extra.

## Clubstatistieken
| Seizoen | Club               | Competitie   | Competitie | Competitie | Beker | Beker | Internationaal | Internationaal | Totaal | Totaal |
| Seizoen | Club               | Competitie   | Wed.       | Dlp.       | Wed.  | Dlp.  | Wed.           | Dlp.           | Wed.   | Dlp.   |
| ------- | ------------------ | ------------ | ---------- | ---------- | ----- | ----- | -------------- | -------------- | ------ | ------ |
| 2021/22 | Hapoel Tel Aviv    | Ligat Ha'Al  | 9          | 0          | 0     | 0     | —              | —              | 9      | 0      |
| 2022/23 | Hapoel Tel Aviv    | Ligat Ha'Al  | 22         | 0          | 0     | 0     | —              | —              | 22     | 0      |
| 2023/24 | Sjachtar Donetsk   | Premjer Liha | 4          | 0          | 0     | 0     | 1              | 0              | 5      | 0      |
| 2024/25 | → Maccabi Tel Aviv | Ligat Ha'Al  | 21         | 0          | 2     | 0     | 5              | 0              | 28     | 0      |
| 2025/26 | FC Twente          | Eredivisie   | 0          | 0          | 0     | 0     | —              | —              | 0      | 0      |
| Totaal  | Totaal             | Totaal       | 56         | 0          | 2     | 0     | 6              | 0              | 64     | 0      |

Bijgewerkt op 28 juni 2025.

## Interlandcarrière
Lemkin maakte op 9 september 2023 zijn debuut in het Israëlisch voetbalelftal tijdens een kwalificatiewedstrijd voor het EK 2024 tegen Roemenië. Dat land kwam door Denis Alibec op voorsprong, waarna Oscar Gloukh de eindstand bepaalde op 1–1. Lemkin moest van bondscoach Alon Hazan op de reservebank beginnen en hij viel in de tweede helft in voor Sean Goldberg. De andere Israëlisch debutant dit duel was Don Turgeman (Maccabi Tel Aviv).
| Interlands van Stav Lemkin voor Israël | Interlands van Stav Lemkin voor Israël | Interlands van Stav Lemkin voor Israël | Interlands van Stav Lemkin voor Israël | Interlands van Stav Lemkin voor Israël | Interlands van Stav Lemkin voor Israël |
| №                                      | Datum                                  | Wedstrijd                              | Uitslag                                | Competitie                             | Goals                                  |
| Als speler bij Sjachtar Donetsk        | Als speler bij Sjachtar Donetsk        | Als speler bij Sjachtar Donetsk        | Als speler bij Sjachtar Donetsk        | Als speler bij Sjachtar Donetsk        | Als speler bij Sjachtar Donetsk        |
| -------------------------------------- | -------------------------------------- | -------------------------------------- | -------------------------------------- | -------------------------------------- | -------------------------------------- |
| 1                                      | 9 september 2023                       | Roemenië – Israël                      | 1 – 1                                  | EK 2024 kwalificatie                   |                                        |
| 2                                      | 12 september 2023                      | Israël – Wit-Rusland                   | 1 – 0                                  | EK 2024 kwalificatie                   |                                        |
| 3                                      | 21 november 2023                       | Andorra – Israël                       | 0 – 2                                  | EK 2024 kwalificatie                   |                                        |
| Als speler bij Maccabi Tel Aviv        |                                        |                                        |                                        |                                        |                                        |
| 4                                      | 10 juni 2025                           | Israël – Slowakije                     | 1 – 0                                  | Vriendschappelijk                      |                                        |

Bijgewerkt op 28 juni 2025.

## Erelijst
| Competitie       |                  |                  |                  |                  |
| Competitie       | Aantal           | Jaren            |                  |                  |
| Sjachtar Donetsk | Sjachtar Donetsk | Sjachtar Donetsk | Sjachtar Donetsk | Sjachtar Donetsk |
| ---------------- | ---------------- | ---------------- | ---------------- | ---------------- |
| Premjer Liha     | 1                | 2023/24          |                  |                  |
| Maccabi Tel Aviv |                  |                  |                  |                  |
| Ligat Ha'Al      | 1                | 2024/25          |                  |                  |